# Fedor Obuchowicz
Fedor (Teodor) Obuchowicz herbu własnego (zm. w 1629/1630 roku) – sędzia ziemski mozyrski w 1619 roku, pisarz ziemski mozyrski w 1610 roku.
Poseł mozyrski na sejm 1609 roku, deputat na Trybunał Główny Wielkiego Księstwa Litewskiego z powiatu mozyrskiego w 1610 roku, poseł na sejm 1623 roku. 
Był wyznawcą prawosławia. 